# Johannes R. Becher

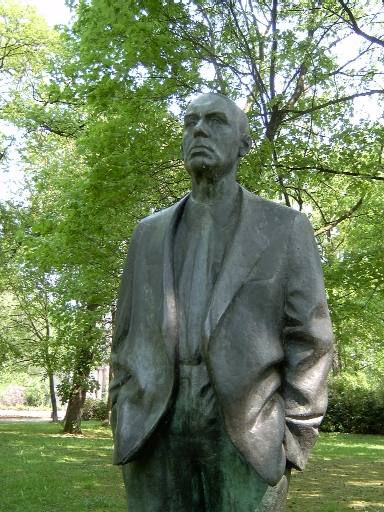
Estatua de Becher en Berlín.

Johannes Robert Becher (Múnich, 22 de mayo de 1891 - Berlín, 11 de octubre de 1958) fue un escritor expresionista alemán.
Estudió medicina y filosofía en Múnich, dejando los estudios para convertirse en escritor. Militó en numerosas organizaciones comunistas. Con la llegada al poder de los nazis huyó a Moscú. Después de la Segunda Guerra Mundial se trasladó a la República Democrática de Alemania (Alemania Oriental) y ocupó diversos cargos político-culturales de gran relevancia en el gobierno. Escribió la letra del himno nacional de la RDA: Auferstanden aus Ruinen (Alzados de las ruinas). En 1952 fue galardonado con el Premio Lenin de la Paz. 
- Datos: Q58057
- Multimedia: Johannes R. Becher / Q58057